# Nienburg/Weser
Nienburg/Weser è una città di 31 570 abitanti, della Bassa Sassonia, in Germania.

È il capoluogo, e il centro maggiore, del circondario (Landkreis) omonimo (targa NI).
Nienburg si fregia del titolo di "Comune indipendente" (Selbständige Gemeinde).

## Geografia fisica
La città di Nienburg si trova precisamente sul fiume Weser, nel centro della Bassa Sassonia, tra Hannover (che dista 51 km) e Brema (64 km). È la più grande città della regione del Mittelweser.

## Storia
Nienburg è menzionata per la prima volta nel 1025, in un documento del Vescovato di Minden. Poiché Nienburg significa letteralmente "borgo nuovo", in passato doveva sorgere in quel luogo un altro borgo, oppure si tratta di un borgo più antico che si trovava nelle vicinanze (come per esempio Wölpe o Drakenburg).
Nel 1215 Nienburg passò nelle mani del Conte di Hoya e nel 1225 ottenne lo status giuridico di città. Nel 1582, Ottone VII von Hoya morì senza lasciare eredi. Nienburg passò sotto il dominio dei Duchi di Braunschweig-Lüneburg, che si suddivisero la contea e trasformarono Nienburg in una fortezza.
Durante la guerra dei trent'anni, Nienburg fu teatro di diverse azioni belliche. Nel 1623 il duca Georg von Calenberg raccolse le sue truppe a Nienburg. Nel 1625 Nienburg fu assediata invano da Johann Tserclaes, conte di Tilly. Durante quell'assedio, in un assalto notturno, alcuni abitanti di Nienburg s'impadronirono della tenda e dello stemma di Tilly. Questo gruppo si chiamò
Dat Wählige Rott ed appartiene ancora oggi alla tradizione folkloristica di Nienburg.
Negli anni seguenti Nienburg dovette affrontare con forza ulteriori invasioni, distruzioni, guerre e persino la peste.
Nel 1627 Nienburg fu conquistata dall'esercito imperiale. Tilly si fermò più volte a Nienburg e anche Pappenheim vi si recava di frequente. Nel 1635 il duca Georg riportò Nienburg sotto il suo dominio.
Dopo la pace di Praga (1635), la città fu occupata dalle truppe svedesi, che, nonostante la pace di Vestfalia, rimasero a lì fino al 1650. Passarono molti anni prima che le fortificazioni, le porte della città e le abitazioni fossero ricostruite.
Durante la guerra dei sette anni, Nienburg fu invasa dall'esercito francese. Ancora una volta la città dovette sopportare acquartieramenti e versare ingenti tributi. Nel 1758 i Francesi furono sconfitti dal Duca Ferdinando.
Durante le guerre napoleoniche, Nienburg fu di nuovo occupata dalle truppe francesi. La popolazione dovette subire ancora una volta un'occupazione militare. Dal 1810 al 1813, Nienburg fece parte del Comune di Nienburg, appartenente all'omonimo Arrondissement. L'Arrondissement Nienburg a sua volta apparteneva al Dipartimento della Foce del Weser dell'Impero di Francia. In quel periodo furono abbattute le fortificazioni. Dopo la fallimentare Campagna di Russia portata avanti da Napoleone, le truppe francesi dovettero lasciare Nienburg nel 1813.
Nel 1847 Nienburg fu connessa alla rete ferroviaria dello Stato Reale di Hannover (Königlich Hannöverschen Staatseisenbahnen).
Il 9 aprile 1945 le truppe inglesi marciarono su Nienburg.
La riforma regionale della Bassa Sassonia (1974) stabilì che i comuni limitrofi di Erichshagen-Wölpe, Holtorf, Langendamm e Schäferhof/Kattriede fossero annessi alla città.

## Politica
Consiglio cittadino (Stadtrat)
I 38 seggi del consiglio cittadino sono così suddivisi:
- 17 seggi all'SPD (Partito Socialdemocratico)
- 14 seggi alla CDU (Unione Cristiano-democratica)
- 3 seggi ai Verdi (Bündnis 90/Die Grünen)
- 1 seggio a una Wählergruppe (lista civica)
- 1 seggio alla Linkspartei Nienburg (Partito di Sinistra di Nienburg)

(aggiornato alle elezioni comunali del 10 settembre 2006)

## Cultura e luoghi d'interesse
Teatri
- Theater auf dem Hornwerk

Musica
Nel seminterrato del Jazz-Club di Nienburg, che si trova in Leinstraße 48 (ingresso accanto al Marion-Dönhoff-Gymnasium) si svolgono regolarmente degli eventi musicali. Inoltre, nello stesso edificio, ha sede la Scuola di Musica di Nienburg (Musikschule), che partecipa attivamente alla vita musicale della città nelle occasioni più varie: dal tiro al bersaglio (Nienburger Scheibenschießen) al concerto di Pentecoste. Le allieve e gli allievi della scuola di musica tengono regolarmente concerti in situazioni di minore importanza, oppure fanno da cornice musicale ad eventi come il mercatino di Natale (Adventsbasar) o la festa del museo (Museumsfest) ecc.
Una volta all'anno, anche l'orchestra swing (Swingorchester) e da concerto (Konzertorchester) della Scuola di Musica di Nienburg tengono un concerto.
Opere architettoniche
- Il municipio (Rathaus), uno degli edifici più antichi e impressionanti della città, fu costruito nel XIV secolo;
- La chiesa parrocchiale di San Martino rappresenta la chiesa principale della città, oltre ad essere un punto di riferimento con la sua torre alta 72 m.

## Suddivisione amministrativa[3]
Nienburg si divide in 5 zone, corrispondenti all'area urbana e a 4 frazioni (Ortschaft):
- Nienburg (area urbana)
- Erichshagen-Wölpe
- Holtorf
- Langendamm
- Schäferhof-Kattriede

## Gemellaggi[4]
- Dendermonde, dal 1979
- Nienburg (Saale), dal 1990
- Vicebsk, dal 1991
- Las Cruces, dal 1991
- Bartoszyce, dal 2002